# Estación de Ciutat Arts i Ciències-Justícia
Ciutat Arts i Ciències-Justícia (Ciudades Artes y Ciencias-Justicia, en castellano) es una parada tranviaria de la red de Metrovalencia ubicada en el barrio de Ciudad de las Artes y las Ciencias de la ciudad de Valencia. La estación se inauguró el 17 de mayo de 2022 junto con la línea 10 de metro, la cual presta servicio a esta estación.

## Accesos
La estación es de libre acceso, ya que se encuentra en superficie. Está ubicada en la Calle Antonio Ferrandis, a la altura del Centro Comercial El Saler. Posee accesibilidad para discapacidad física, visual y auditiva.